# У моря (фильм, 1915)
«У моря» (англ. By the Sea, другие названия — Charlie’s Day Out / Charlie by the Sea) — короткометражный фильм Чарли Чаплина, выпущенный 29 апреля 1915 года.

## Сюжет
Бродяга, прогуливаясь у моря, встречает человека в соломенной шляпе, который дожидается возвращения жены. Внезапный порыв ветра срывает их шляпы, и, не сумев разобраться с ними, они начинают драку. Муж временно отключается, а  Бродяга успевает познакомиться с девушкой, пришедшей на встречу со своим возлюбленным — человеком в цилиндре. Вскоре, однако, появляется полицейский, чтобы узнать, что за суматоха. Бродяга вдвоём с пришедшим в себя мужем избавляются от него и решают вместе пойти поесть мороженого. Однако никто не хочет платить, и вновь начинается драка, в которую вмешивается также и человек в цилиндре. Улучив момент, Бродяга вновь начинает приставать к его возлюбленной, однако вскоре вынужден ретироваться. На одной из скамеек он встречает жену, ожидающую своего куда-то запропастившегося мужа, и начинает заигрывать с ней. Но его находят и муж, и человек в цилиндре, и его возлюбленная и угрожающе садятся рядом. В это время скамейка со всеми ними переворачивается.

## В ролях
- Чарли Чаплин — Бродяга
- Бад Джемисон — человек в цилиндре
- Эдна Пёрвиэнс — возлюбленная человека в цилиндре
- Билли Армстронг — человек в соломенной шляпе
- Марджи Рэйгер — жена человека в соломенной шляпе
- Пэдди Макгуайр — низкий полицейский
- Эрнест Ван Пелт — высокий полицейский
- Снуб Поллард — продавец мороженого
- Эд Армстронг — продавец в киоске